# Le Peuple du vent
Le Peuple du vent (titre original : The People of the Wind) est un roman de Poul Anderson publié en 1973. Il est nommé en 1974 au Prix Nebula. Le roman est le dernier livre de la série Polesotechnic League d'Anderson. Cependant, le cadre du livre se déroule de nombreuses générations après les récits des deux personnages principaux de la série, Nicholas van Rijn et David Falkayn, et de nombreuses générations avant la série qui suivit, The Terran Empire ; il est plus juste de considérer ce livre comme un pont entre les deux séries.

## Synopsis
Le Peuple du vent est l'histoire d'un choc des cultures entre deux peuples vivant sur une planète nommée Avalon. L'une des cultures est un peuple qui retrace son ascendance jusqu'à la Terre et les gens peuvent donc être considérés comme humains. Ils ont créé une société complexe et très organisée. L'autre culture est composée de créatures ailées qui sont restées « aussi libre que le vent ». Malgré l'improbabilité que ces deux groupes différents forment une société unifiée, ils ont réussi à créer une seule nation composée du meilleur des deux races. Malheureusement, les deux groupes sont contraints à une guerre et la population d'Avalon est obligée de choisir un camp...

## Distinctions
- 1974 : Nommé au Prix Hugo du Meilleur roman[2]
- 1974 : Nommé au Prix Locus du meilleur roman de science-fiction[3]
- 1974 : Nommé au Prix Nebula du Meilleur roman[4]